# Feliks Kowalik
Feliks Kowalik ps. „Zagłoba” (ur. 10 lipca 1916 w Rudzie Wielkiej, zm. 3 stycznia 1993 w Otwocku) – rzymskokatolicki ksiądz, kapelan w czasie kampanii wrześniowej, oficer NSZ jako dowódca i kapelan.

## Życiorys
Feliks Kowalik urodził się 10 lipca 1916 roku w Rudzie Wielkiej koło Radomia. Od 1936 roku studiował w Wyższym Seminarium Duchownym w Sandomierzu. Po wybuchu II wojny światowej zgłosił się ochotniczo jako sanitariusz do 65 Pułku Piechoty w stopniu kapitana. Po rozbiciu jednostki przez Niemców został nocą 11/12 września współtwórcą konspiracyjnej Ochotniczej Brygady Obrońców Ojczyzny, która miała zajmować się gromadzeniem i przechowywaniem broni, niesieniem pomocy żołnierzom, wywiadem i kolportażem ulotek. Organizacja została podporządkowana Narodowej Organizacji Wojskowej, a następnie Narodowym Siłom Zbrojnym.
W 1941 roku przyjął święcenia kapłańskie i rozpoczął pracę w Niekłaniu, a następnie w Czermnie. W następnym roku został oficerem Narodowych Sił Zbrojnych pod pseudonimem „Zagłoba”. Jego zasługą stało się m.in. zniszczenie partii kart ewidencyjnych, co utrudniło wywóz Polaków do Rzeszy, przejęcie z Volksbanku w Końskich pieniędzy na działalność konspiracyjną i ciężarówki z odzieżą (1942), rozbrojenie ośrodka wypoczynkowego dla oficerów Wehrmachtu w Kluczewsku, rozbrojenie niemieckich oficerów koło Gieleniowa czy atak na niemiecki posterunek w Zakrzewie (1943), jednak jego największą akcją był napad na Bank Emisyjny w Częstochowie 20 kwietnia 1943 roku. Zdobyte w napadzie pieniądze zostały przekazane w ręce Państwa Podziemnego i Komendy Głównej AK. Od 1942 roku prowadził także szkolenia grup sabotażowych.
Po rozbiciu jednej z jego grup specjalnych w Kazanowie Koneckim otrzymał od biskupa sandomierskiego nakaz zaprzestania działalności zbrojnej, w związku z czym w sierpniu 1943 roku rozwiązał brygady, a następnie został kapelanem Obwodu Końskie AK, zaś latem 1944 roku kapelanem 3 Pułku Piechoty Okręgu Radom–Kielce AK. W październiku 1944 roku został ranny podczas bitwy w rejonie Przysuchy. W styczniu 1945 roku został zwolniony ze służby w stopniu majora.
W następnym miesiącu został wikariuszem w Chlewiskach, ale był represjonowany przez służby bezpieczeństwa, w związku z czym wyjechał po miesiącu do Sandomierza, przyjął nazwisko Maciej Janiszewski, pod którym został jesienią proboszczem w Górowie Iławeckim i rozwinął w nim działalność charytatywną. W 1946 roku pod nazwiskiem Felicjan Kowalski podjął studia zaoczne na Wydziale Prawa Kanonicznego Uniwersytetu Warszawskiego oraz na Wydziale Psychologii Klinicznej Państwowej Wyższej Szkoły Higieny Psychicznej w Warszawie, które zakończył w 1952 roku doktoratami z prawa kanonicznego i psychologii. W 1949 roku został kapelanem zakonnego domu dziecka w Płudach, a następnie kapelanem tego zakonu w Warszawie.
W końcu grudnia 1952 roku aresztowany i we wrześniu 1954 roku skazany przez Wojskowy Sąd Rejonowy w Warszawie na karę 4 lat pozbawienia wolności. Wyrok odbywał w Warszawie, a następnie w Potulicach. Zwolniony warunkowo w marcu 1955 roku, objął funkcję rektora Seminarium Duchownego w Olsztynie, ale po sprzeciwie władz państwowych został skierowany na stanowisko administratora parafii w Brąswałdzie, a w 1958 roku w Reszlu, zaś w 1963 roku w Kętrzynie, natomiast w 1966 roku w Olsztynku.
W 1969 roku przeszedł na emeryturę, rok później zamieszkał w Józefowie koło Otwocka, a w 1973 roku wyjechał do Kanady, był pracować wśród tamtejszej polonii. Po powrocie z Kanady mieszkał w Józefowie, zmarł 3 stycznia 1993 roku w Otwocku i został pochowany na cmentarzu parafialnym w Józefowie.
Odznaczony m.in. Krzyżem Walecznych (dwukrotnie) i medalem Ministerstwa Obrony Narodowej rządu londyńskiego (czterokrotnie).